# Pomposa
Pomposa é um género monótipo de bicho-pau pertencente à família Diapheromeridae. A sua única espécie é Pomposa moesta.